# 12365 Йосітокі
12365 Йосітокі (12365 Yoshitoki) — астероїд головного поясу, відкритий 17 грудня 1993 року.
Тіссеранів параметр щодо Юпітера — 3,149.
Названо на честь астронома Йосітокі (яп. よしとき(至時)).